# Cencio (nome)
Cencio  è un nome proprio di persona italiano maschile.

## Varianti
- Alterati: Cencino, Cenco, Censo, Censino, Cenzo, Cenzino.
- Femminili: Cencia, Cencina, Censa, Censina, Cenza, Cenzina.

## Origine e diffusione
Rappresenta un ipocoristico di nomi quali Innocenzo e Vincenzo, in uso soprattutto nelle regioni centrali d'Italia. Etimologicamente, si può constatare innanzitutto l'aferesi (Cenzo per Vincenzo), col successivo addolcimento della -z- in -c-, fenomeno comune negli idiomi del Centro Italia.  casi simili, tanto per fare un esempio, sono quelli di Peppe e Pippo (rispettivi ipocoristici dei nomi Giuseppe e Filippo), in cui le -p- iniziali si spiegano come dei richiami alle -p- che seguono nella sillaba finale (altrimenti avremmo delle più semplici, benché molto più disusate, aferesi in Seppe e Lippo).

## Onomastico
Quando usato come ipocoristico di un nome (per lo più Lorenzo o Vincenzo), l'onomastico si festeggia in corrispondenza al nome originario.

## Persone
- Cencio Savelli, meglio noto come Papa Onorio III, 177º papa della Chiesa cattolica
- Cencio Vendetta, all'anagrafe Vincenzo Giovanni Battista Vendetta, brigante italiano

## Il nome nelle arti
- Cencio è il nome del personaggio di Alberto Sordi nel film Ladro lui, ladra lei (1958).